# David Silva
David Josué Jiménez Silva (Arguineguín, 8 gennaio 1986) è un ex calciatore spagnolo, di ruolo centrocampista o attaccante.
Dopo gli esordi con Eibar e Celta Vigo, si è affermato con il Valencia, club nel quale si era formato e con cui ha vinto una Coppa del Re (2007-2008). Nel 2010 si è trasferito al Manchester City, dove ha militato per 10 stagioni vincendo due Coppe d'Inghilterra (2010-2011 e 2018-2019), quattro campionati inglesi (2011-2012, 2013-2014, 2017-2018 e 2018-2019), tre Supercoppe inglesi (2012, 2018 e 2019) e cinque Coppe di Lega inglesi (2013-2014, 2015-2016, 2017-2018, 2018-2019 e 2019-2020). Nel 2020 è passato alla Real Sociedad, con cui ha vinto un'altra Coppa del Re (2019‐2020).
Con la nazionale spagnola, con la quale vanta 125 presenze e 35 reti, ha vinto due Europei (2008 e 2012) e un Mondiale (2010).

## Caratteristiche tecniche
Soprannominato el Chino per via delle origini giapponesi e Merlino per le sue giocate molto tecniche in campo, Silva è tra gli esterni più talentuosi del suo periodo. Ai tempi del Valencia, David Silva era spesso schierato come ala sinistra, pur sapendo giocare sapientemente anche da mezza punta; il suo ruolo madre resta comunque il trequartista, avendo un'ottima visione di gioco che gli consente spesso di fare assist decisivi, pre-assist e spesso anche di inserirsi e cercare la conclusione a rete. Riesce a gestire il gioco velocemente e con lucidità, dettando il ritmo in modo intelligente. Ottimo dribblatore, rapido, bravo nelle verticalizzazioni, tra i migliori assist-man del panorama calcistico mondiale, è definito, assieme al connazionale Xavi, il "re del pre-assist", ovvero quel giocatore "in grado di fornire il passaggio al compagno che lo trasformerà nell'assist vincente".

## Carriera

### Club

#### Gli inizi, Valencia
Cresciuto nelle giovanili del Valencia, esordisce tra i professionisti nella stagione 2004-2005 giocando nella Seconda Divisione spagnola con l'Eibar, dove disputa 35 partite realizzando 5 gol. Nella stagione seguente, viene ceduto in prestito al Celta Vigo, squadra di Primera División, dove disputa 34 partite realizzando 4 gol.
Nel 2006-2007 torna al Valencia, dove diviene titolare nonostante la giovane età (20 anni). In 2 stagioni, salta solamente 6 gare e realizza 14 gol. Dopo essere stato infortunato per 3 mesi all'inizio della stagione 2008-2009 per un infortunio alla caviglia sinistra, Silva ritorna a disposizione del tecnico Unai Emery verso metà dicembre. La stagione 2009-2010 è quella più proficua in termini di gol per Silva, che, in 40 partite tra Primera División, Coppa del Re ed Europa League, realizza 10 gol, contribuendo al terzo posto in campionato che vale al Valencia la qualificazione alla Champions League 2010-2011.
La sua esperienza al Valencia si chiude con 168 presenze e 32 reti in tutte le competizioni.

#### Manchester City

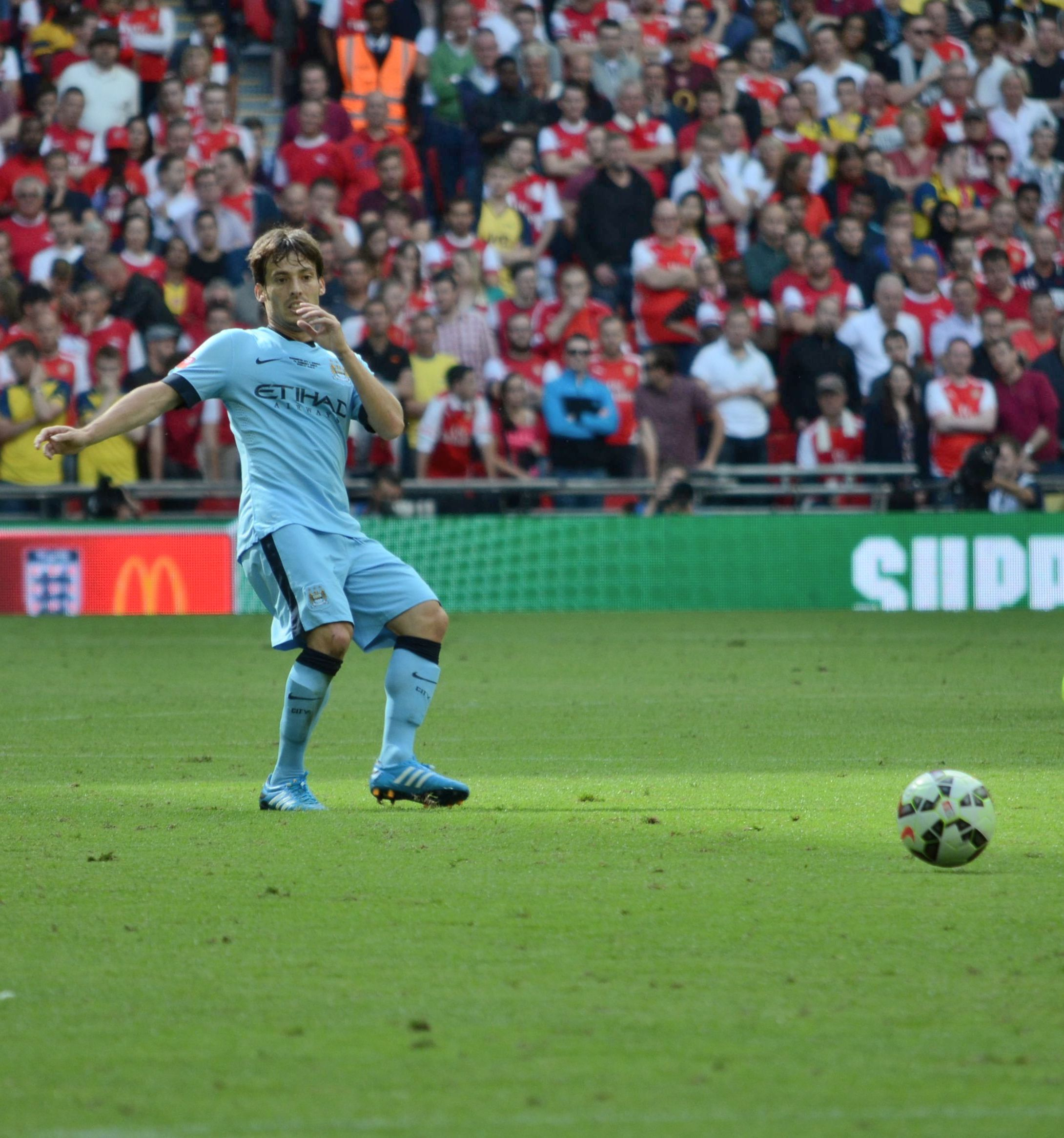
Silva con la maglia del nel 2014

Il 30 giugno 2010 viene annunciato il suo passaggio al Manchester City per € 30 milioni e con il quale firma un contratto quinquennale. Segna il suo primo gol con la squadra di Manchester il 16 settembre 2010 nella prima giornata di Europa League nella trasferta a Salisburgo terminata con una vittoria per 2-0, mentre la prima rete in Premier League arriva nella vittoria per 2-3 sul campo del Blackpool il 16 ottobre.
Il 12 agosto 2014 rinnova il suo contratto con il City per altre cinque stagioni. Il 14 dicembre 2016 segna una rete nella vittoria interna per 2-0 contro il Watford tagliando il traguardo delle 200 presenze in Premier League. Il 30 novembre 2017 rinnova ulteriormente il suo contratto con i Citizens fino al giugno 2020.
Il 14 gennaio 2019 nella partita giocata in casa e vinta per 3-0 contro il Wolverhampton, diventa il giocatore con il maggior numero di presenze in Premier League, nella storia del Manchester City.. Nell'estate 2019 dopo la partenza di Vincent Kompany, diventa il nuovo capitano dei Citizens. Il 15 agosto 2020 disputa la sua ultima partita con la maglia del Manchester City, nel quarto di finale di Champions League perso per 3-1 contro il Lione, entrando nei minuti finali e non riuscendo ad evitare l'eliminazione.
Chiude la sua esperienza con i Citizens con 436 partite e 77 gol in tutte le competizioni e 14 trofei vinti.

#### Real Sociedad
Il 17 agosto 2020 la Real Sociedad ufficializza l'ingaggio a parametro zero di Silva, che sigla con i baschi un accordo biennale. Il 3 aprile 2021 vince la sua seconda Coppa del Re, battendo in finale per 1-0 l'Athletic Bilbao.
Nel luglio del 2023, in seguito ad una lesione al legamento crociato anteriore sinistro riportata nella fase di pre-campionato, Silva è costretto ad annunciare il proprio ritiro dal calcio giocato, all'età di 37 anni.

### Nazionale

#### Nazionali giovanili
Nel 2003 Silva fece parte (insieme al futuro compagno di nazionale maggiore, Cesc Fàbregas) della selezione giovanile spagnola che partecipò al campionato del mondo Under-17 disputato in Finlandia, in cui segna 3 gol. Nel 2005 passò alla nazionale Under-20, con cui realizzò 4 gol al campionato del mondo Under-20 disputato nei Paesi Bassi, dove ottenne il quarto posto nella classifica marcatori, insieme all'italiano Graziano Pellè.

#### Nazionale maggiore

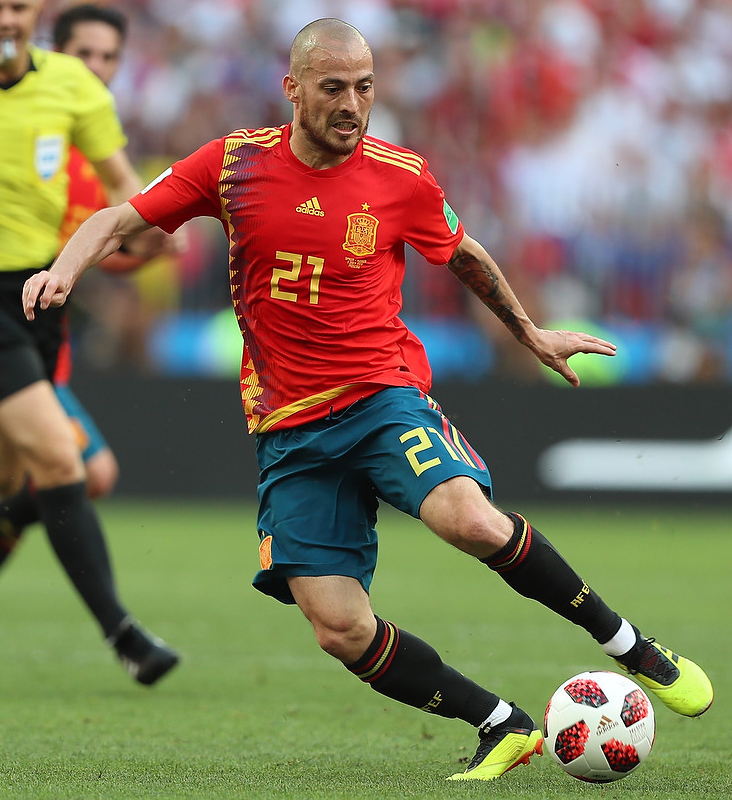
Silva in azione con la nazionale spagnola al campionato mondiale 2018

Debutta con la nazionale maggiore nell'amichevole casalinga persa 1-0 contro la Romania il 15 novembre 2006. Il 22 agosto 2007 realizza i suoi primi 2 gol con la Spagna, in una partita vinta per 3-2 contro la Grecia. Viene in seguito inserito nella lista dei 23 giocatori spagnoli scelti per Euro 2008. In semifinale, contro la Russia, Silva realizza il gol del definitivo 3-0 per la Spagna, che poi vincerà il suo secondo titolo europeo battendo in finale la Germania. Viene convocato dal CT Vicente del Bosque anche per il campionato del mondo del 2010, poi vinto proprio dalla Spagna (Silva gioca la gara della prima fase persa contro la Svizzera e subentra nei minuti finali della semifinale vinta contro i tedeschi).
Nel giugno del 2012 viene inserito dal CT del Bosque nella lista dei partecipanti a Euro 2012 in Polonia e Ucraina. Va a segno nella seconda giornata del girone eliminatorio nel 4-0 ai danni dell'Irlanda, ripetendosi poi anche nella finale di Kiev, nell'incontro vinto 4-0 contro l'Italia. Dopo aver partecipato alla sfortunata spedizione spagnola per il campionato del mondo del 2014, in cui le Furie rosse vengono eliminate nella fase a gironi, Silva viene anche convocato per il campionato d'Europa del 2016 in Francia, competizione che si conclude con un'eliminazione agli ottavi di finale contro l'Italia. Il 21 maggio 2018 viene incluso dal commissario tecnico della Spagna Lopetegui nella lista dei convocati per il campionato del mondo del 2018, che per la nazionale spagnola si conclude agli ottavi di finale, nei quali viene sconfitta ai rigori dai padroni di casa della Russia.
Il 13 agosto 2018 annuncia il proprio ritiro dalla nazionale.

## Statistiche
Tra club, nazionale maggiore e nazionali giovanili, Silva ha totalizzato globalmente 870 partite segnando 176 reti, alla media di 0,2 gol a partita.

### Presenze e reti nei club
Statistiche aggiornate al 22 aprile 2023.
| Stagione               | Squadra                | Campionato             | Campionato | Campionato | Coppe nazionali | Coppe nazionali | Coppe nazionali | Coppe continentali | Coppe continentali | Coppe continentali | Altre coppe | Altre coppe | Altre coppe | Totale | Totale |
| Stagione               | Squadra                | Comp                   | Pres       | Reti       | Comp            | Pres            | Reti            | Comp               | Pres               | Reti               | Comp        | Pres        | Reti        | Pres   | Reti   |
| ---------------------- | ---------------------- | ---------------------- | ---------- | ---------- | --------------- | --------------- | --------------- | ------------------ | ------------------ | ------------------ | ----------- | ----------- | ----------- | ------ | ------ |
| 2003-2004              | Valencia Mestalla      | SDB                    | 14         | 1          | -               | -               | -               | -                  | -                  | -                  | -           | -           | -           | 14     | 1      |
| 2004-2005              | Eibar                  | SD                     | 35         | 4          | CR              | 0               | 0               | -                  | -                  | -                  | -           | -           | -           | 35     | 4      |
| 2005-2006              | Celta Vigo             | PD                     | 34         | 4          | CR              | 4               | 0               | -                  | -                  | -                  | -           | -           | -           | 38     | 4      |
| 2006-2007              | Valencia               | PD                     | 36         | 4          | CR              | 4               | 2               | UCL                | 11                 | 3                  | -           | -           | -           | 51     | 9      |
| 2007-2008              | Valencia               | PD                     | 34         | 5          | CR              | 8               | 1               | UCL                | 8                  | 1                  | -           | -           | -           | 50     | 7      |
| 2008-2009              | Valencia               | PD                     | 19         | 4          | CR              | 3               | 0               | CU                 | 3                  | 1                  | SS          | 2           | 1           | 27     | 6      |
| 2009-2010              | Valencia               | PD                     | 30         | 8          | CR              | 2               | 1               | UEL                | 8                  | 1                  | -           | -           | -           | 40     | 10     |
| Totale Valencia        | Totale Valencia        | Totale Valencia        | 119        | 21         |                 | 17              | 4               |                    | 30                 | 6                  |             | 2           | 1           | 168    | 32     |
| 2010-2011              | Manchester City        | PL                     | 35         | 4          | FACup+CdL       | 7+1             | 1+0             | UEL                | 10                 | 1                  | -           | -           | -           | 53     | 6      |
| 2011-2012              | Manchester City        | PL                     | 36         | 6          | FACup+CdL       | 1+1             | 0               | UCL+UEL            | 6+4                | 1+1                | CS          | 1           | 0           | 49     | 8      |
| 2012-2013              | Manchester City        | PL                     | 32         | 4          | FACup+CdL       | 5+0             | 1               | UCL                | 3                  | 0                  | CS          | 1           | 0           | 41     | 5      |
| 2013-2014              | Manchester City        | PL                     | 27         | 7          | FACup+CdL       | 3+4             | 0               | UCL                | 6                  | 1                  | -           | -           | -           | 40     | 8      |
| 2014-2015              | Manchester City        | PL                     | 32         | 12         | FACup+CdL       | 2+1             | 0               | UCL                | 6                  | 0                  | CS          | 1           | 0           | 42     | 12     |
| 2015-2016              | Manchester City        | PL                     | 24         | 2          | FACup+CdL       | 0+4             | 0               | UCL                | 8                  | 2                  | -           | -           | -           | 36     | 4      |
| 2016-2017              | Manchester City        | PL                     | 34         | 4          | FACup+CdL       | 4+0             | 2               | UCL                | 7                  | 2                  | -           | -           | -           | 45     | 8      |
| 2017-2018              | Manchester City        | PL                     | 29         | 9          | FACup+CdL       | 2+2             | 0+1             | UCL                | 7                  | 0                  | -           | -           | -           | 40     | 10     |
| 2018-2019              | Manchester City        | PL                     | 33         | 6          | FACup+CdL       | 5+3             | 1+0             | UCL                | 9                  | 3                  | CS          | 0           | 0           | 50     | 10     |
| 2019-2020              | Manchester City        | PL                     | 27         | 6          | FACup+CdL       | 5+3             | 0               | UCL                | 4                  | 0                  | CS          | 1           | 0           | 40     | 6      |
| Totale Manchester City | Totale Manchester City | Totale Manchester City | 309        | 60         |                 | 53              | 6               |                    | 70                 | 11                 |             | 4           | 0           | 436    | 77     |
| 2019-2020              | Real Sociedad          |                        | -          | -          | CR              | 1               | 0               | -                  | -                  | -                  | -           | -           | -           | 1      | 0      |
| 2020-2021              | Real Sociedad          | PD                     | 21         | 2          | CR              | 0               | 0               | UEL                | 5                  | 0                  | -           | -           | -           | 26     | 2      |
| 2021-2022              | Real Sociedad          | PD                     | 25         | 2          | CR              | 3               | 0               | UEL                | 4                  | 0                  | -           | -           | -           | 32     | 2      |
| 2022-2023              | Real Sociedad          | PD                     | 28         | 2          | CR              | 1               | 0               | UEL                | 5                  | 1                  | -           | -           | -           | 34     | 3      |
| Totale Real Sociedad   | Totale Real Sociedad   | Totale Real Sociedad   | 74         | 6          |                 | 5               | 0               |                    | 14                 | 1                  |             | -           | -           | 93     | 7      |
| Totale carriera        | Totale carriera        | Totale carriera        | 583        | 95         |                 | 76              | 10              |                    | 114                | 18                 |             | 6           | 1           | 779    | 124    |

### Cronologia presenze e reti in nazionale
| Cronologia completa delle presenze e delle reti in nazionale ― Spagna | Cronologia completa delle presenze e delle reti in nazionale ― Spagna | Cronologia completa delle presenze e delle reti in nazionale ― Spagna | Cronologia completa delle presenze e delle reti in nazionale ― Spagna | Cronologia completa delle presenze e delle reti in nazionale ― Spagna | Cronologia completa delle presenze e delle reti in nazionale ― Spagna | Cronologia completa delle presenze e delle reti in nazionale ― Spagna | Cronologia completa delle presenze e delle reti in nazionale ― Spagna |
| Data                                                                  | Città                                                                 | In casa                                                               | Risultato                                                             | Ospiti                                                                | Competizione                                                          | Reti                                                                  | Note                                                                  |
| --------------------------------------------------------------------- | --------------------------------------------------------------------- | --------------------------------------------------------------------- | --------------------------------------------------------------------- | --------------------------------------------------------------------- | --------------------------------------------------------------------- | --------------------------------------------------------------------- | --------------------------------------------------------------------- |
| 15-11-2006                                                            | Cadice                                                                | Spagna                                                                | 0 – 1                                                                 | Romania                                                               | Amichevole                                                            | -                                                                     |                                                                       |
| 7-2-2007                                                              | Manchester                                                            | Inghilterra                                                           | 0 – 1                                                                 | Spagna                                                                | Amichevole                                                            | -                                                                     | 65’                                                                   |
| 24-3-2007                                                             | Madrid                                                                | Spagna                                                                | 2 – 1                                                                 | Danimarca                                                             | Qual. Euro 2008                                                       | -                                                                     |                                                                       |
| 28-3-2007                                                             | Palma di Maiorca                                                      | Spagna                                                                | 1 – 0                                                                 | Islanda                                                               | Qual. Euro 2008                                                       | -                                                                     |                                                                       |
| 6-6-2007                                                              | Vaduz                                                                 | Liechtenstein                                                         | 0 – 2                                                                 | Spagna                                                                | Qual. Euro 2008                                                       | -                                                                     | 77’                                                                   |
| 22-8-2007                                                             | Salonicco                                                             | Grecia                                                                | 2 – 3                                                                 | Spagna                                                                | Amichevole                                                            | 2                                                                     |                                                                       |
| 8-9-2007                                                              | Reykjavík                                                             | Islanda                                                               | 1 – 1                                                                 | Spagna                                                                | Qual. Euro 2008                                                       | -                                                                     |                                                                       |
| 12-9-2007                                                             | Oviedo                                                                | Spagna                                                                | 2 – 0                                                                 | Lettonia                                                              | Qual. Euro 2008                                                       | -                                                                     | 70’                                                                   |
| 17-10-2007                                                            | Helsinki                                                              | Finlandia                                                             | 0 – 0                                                                 | Spagna                                                                | Amichevole                                                            | -                                                                     | 55’                                                                   |
| 17-11-2007                                                            | Madrid                                                                | Spagna                                                                | 3 – 0                                                                 | Svezia                                                                | Qual. Euro 2008                                                       | -                                                                     | 66’                                                                   |
| 21-11-2007                                                            | Las Palmas                                                            | Spagna                                                                | 1 – 0                                                                 | Irlanda del Nord                                                      | Qual. Euro 2008                                                       | -                                                                     |                                                                       |
| 26-3-2008                                                             | Elche                                                                 | Spagna                                                                | 1 – 0                                                                 | Italia                                                                | Amichevole                                                            | -                                                                     | 46’                                                                   |
| 31-5-2008                                                             | Huelva                                                                | Spagna                                                                | 2 – 1                                                                 | Perù                                                                  | Amichevole                                                            | -                                                                     | 70’ 82’                                                               |
| 4-6-2008                                                              | Santander                                                             | Spagna                                                                | 1 – 0                                                                 | Stati Uniti                                                           | Amichevole                                                            | -                                                                     | 58’                                                                   |
| 10-6-2008                                                             | Innsbruck                                                             | Spagna                                                                | 4 – 1                                                                 | Russia                                                                | Euro 2008 - 1º turno                                                  | -                                                                     | 77’                                                                   |
| 14-6-2008                                                             | Innsbruck                                                             | Svezia                                                                | 1 – 2                                                                 | Spagna                                                                | Euro 2008 - 1º turno                                                  | -                                                                     |                                                                       |
| 22-6-2008                                                             | Vienna                                                                | Spagna                                                                | 0 – 0 dts (4 – 2 dtr)                                                 | Italia                                                                | Euro 2008 - Quarti di finale                                          | -                                                                     |                                                                       |
| 26-6-2008                                                             | Vienna                                                                | Russia                                                                | 0 – 3                                                                 | Spagna                                                                | Euro 2008 - Semifinale                                                | 1                                                                     |                                                                       |
| 29-6-2008                                                             | Vienna                                                                | Germania                                                              | 0 – 1                                                                 | Spagna                                                                | Euro 2008 - Finale                                                    | -                                                                     | 66’                                                                   |
| 20-8-2008                                                             | Copenaghen                                                            | Danimarca                                                             | 0 – 3                                                                 | Spagna                                                                | Amichevole                                                            | -                                                                     | 46’                                                                   |
| 11-2-2009                                                             | Siviglia                                                              | Spagna                                                                | 2 – 0                                                                 | Inghilterra                                                           | Amichevole                                                            | -                                                                     | 56’                                                                   |
| 28-3-2009                                                             | Madrid                                                                | Spagna                                                                | 1 – 0                                                                 | Turchia                                                               | Qual. Mondiali 2010                                                   | -                                                                     | 78’                                                                   |
| 1-4-2009                                                              | Istanbul                                                              | Turchia                                                               | 1 – 2                                                                 | Spagna                                                                | Qual. Mondiali 2010                                                   | -                                                                     | 74’                                                                   |
| 14-6-2009                                                             | Rustenburg                                                            | Nuova Zelanda                                                         | 0 – 5                                                                 | Spagna                                                                | Conf. Cup 2009 - 1º turno                                             | -                                                                     | 70’                                                                   |
| 17-6-2009                                                             | Bloemfontein                                                          | Spagna                                                                | 1 – 0                                                                 | Iraq                                                                  | Conf. Cup 2009 - 1º turno                                             | -                                                                     | 67’                                                                   |
| 28-6-2009                                                             | Rustenburg                                                            | Spagna                                                                | 3 – 2 dts                                                             | Sudafrica                                                             | Conf. Cup 2009 - Finale 3º posto                                      | -                                                                     | 57’                                                                   |
| 12-8-2009                                                             | Skopje                                                                | Macedonia                                                             | 2 – 3                                                                 | Spagna                                                                | Amichevole                                                            | -                                                                     |                                                                       |
| 5-9-2009                                                              | La Coruña                                                             | Spagna                                                                | 5 – 0                                                                 | Belgio                                                                | Qual. Mondiali 2010                                                   | 2                                                                     |                                                                       |
| 9-9-2009                                                              | Mérida                                                                | Spagna                                                                | 3 – 0                                                                 | Estonia                                                               | Qual. Mondiali 2010                                                   | -                                                                     | 79’                                                                   |
| 14-10-2009                                                            | Zenica                                                                | Bosnia ed Erzegovina                                                  | 2 – 5                                                                 | Spagna                                                                | Qual. Mondiali 2010                                                   | 1                                                                     | 82’                                                                   |
| 14-11-2009                                                            | Madrid                                                                | Spagna                                                                | 2 – 1                                                                 | Argentina                                                             | Amichevole                                                            | -                                                                     | 66’                                                                   |
| 18-11-2009                                                            | Vienna                                                                | Austria                                                               | 1 – 5                                                                 | Spagna                                                                | Amichevole                                                            | -                                                                     | 46’                                                                   |
| 3-3-2010                                                              | Saint-Denis                                                           | Francia                                                               | 0 – 2                                                                 | Spagna                                                                | Amichevole                                                            | -                                                                     | 81’                                                                   |
| 29-5-2010                                                             | Innsbruck                                                             | Spagna                                                                | 3 – 2                                                                 | Arabia Saudita                                                        | Amichevole                                                            | -                                                                     | 60’                                                                   |
| 3-6-2010                                                              | Innsbruck                                                             | Spagna                                                                | 1 – 0                                                                 | Corea del Sud                                                         | Amichevole                                                            | -                                                                     | 79’                                                                   |
| 8-6-2010                                                              | Murcia                                                                | Spagna                                                                | 6 – 0                                                                 | Polonia                                                               | Amichevole                                                            | 1                                                                     | 56’                                                                   |
| 16-6-2010                                                             | Durban                                                                | Spagna                                                                | 0 – 1                                                                 | Svizzera                                                              | Mondiali 2010 - 1º turno                                              | -                                                                     | 61’                                                                   |
| 7-7-2010                                                              | Durban                                                                | Germania                                                              | 0 – 1                                                                 | Spagna                                                                | Mondiali 2010 - Semifinale                                            | -                                                                     | 86’                                                                   |
| 11-8-2010                                                             | Città del Messico                                                     | Messico                                                               | 1 – 1                                                                 | Spagna                                                                | Amichevole                                                            | 1                                                                     | 46’                                                                   |
| 3-9-2010                                                              | Vaduz                                                                 | Liechtenstein                                                         | 0 – 4                                                                 | Spagna                                                                | Qual. Euro 2012                                                       | 1                                                                     | 57’                                                                   |
| 7-9-2010                                                              | Buenos Aires                                                          | Argentina                                                             | 4 – 1                                                                 | Spagna                                                                | Amichevole                                                            | -                                                                     | 46’                                                                   |
| 8-10-2010                                                             | Salamanca                                                             | Spagna                                                                | 3 – 1                                                                 | Lituania                                                              | Qual. Euro 2012                                                       | 1                                                                     |                                                                       |
| 12-10-2010                                                            | Glasgow                                                               | Scozia                                                                | 2 – 3                                                                 | Spagna                                                                | Qual. Euro 2012                                                       | -                                                                     | 76’                                                                   |
| 17-11-2010                                                            | Lisbona                                                               | Portogallo                                                            | 4 – 0                                                                 | Spagna                                                                | Amichevole                                                            | -                                                                     |                                                                       |
| 9-2-2011                                                              | Madrid                                                                | Spagna                                                                | 1 – 0                                                                 | Colombia                                                              | Amichevole                                                            | 1                                                                     | 75’                                                                   |
| 29-3-2011                                                             | Kaunas                                                                | Lituania                                                              | 1 – 3                                                                 | Spagna                                                                | Qual. Euro 2012                                                       | -                                                                     | 54’                                                                   |
| 4-6-2011                                                              | Foxborough                                                            | Stati Uniti                                                           | 0 – 4                                                                 | Spagna                                                                | Amichevole                                                            | -                                                                     | 64’                                                                   |
| 7-6-2011                                                              | Puerto La Cruz                                                        | Venezuela                                                             | 0 – 3                                                                 | Spagna                                                                | Amichevole                                                            | -                                                                     | 45’                                                                   |
| 10-8-2011                                                             | Bari                                                                  | Italia                                                                | 2 – 1                                                                 | Spagna                                                                | Amichevole                                                            | -                                                                     |                                                                       |
| 2-9-2011                                                              | San Gallo                                                             | Spagna                                                                | 3 – 2                                                                 | Cile                                                                  | Amichevole                                                            | -                                                                     | 26’ 79’                                                               |
| 7-10-2011                                                             | Praga                                                                 | Rep. Ceca                                                             | 0 – 2                                                                 | Spagna                                                                | Qual. Euro 2012                                                       | -                                                                     |                                                                       |
| 11-10-2011                                                            | Alicante                                                              | Spagna                                                                | 3 – 1                                                                 | Scozia                                                                | Qual. Euro 2012                                                       | 2                                                                     | 55’                                                                   |
| 12-11-2011                                                            | Londra                                                                | Inghilterra                                                           | 1 – 0                                                                 | Spagna                                                                | Amichevole                                                            | -                                                                     |                                                                       |
| 15-11-2011                                                            | San José                                                              | Costa Rica                                                            | 2 – 2                                                                 | Spagna                                                                | Amichevole                                                            | 1                                                                     | 65’                                                                   |
| 29-2-2012                                                             | Malaga                                                                | Spagna                                                                | 5 – 0                                                                 | Venezuela                                                             | Amichevole                                                            | 1                                                                     | 60’                                                                   |
| 26-5-2012                                                             | San Gallo                                                             | Spagna                                                                | 2 – 0                                                                 | Serbia                                                                | Amichevole                                                            | -                                                                     | 46’                                                                   |
| 30-5-2012                                                             | Berna                                                                 | Spagna                                                                | 4 – 1                                                                 | Corea del Sud                                                         | Amichevole                                                            | -                                                                     |                                                                       |
| 3-6-2012                                                              | Siviglia                                                              | Spagna                                                                | 1 – 0                                                                 | Cina                                                                  | Amichevole                                                            | 1                                                                     |                                                                       |
| 10-6-2012                                                             | Danzica                                                               | Spagna                                                                | 1 – 1                                                                 | Italia                                                                | Euro 2012 - 1º turno                                                  | -                                                                     | 65’                                                                   |
| 14-6-2012                                                             | Danzica                                                               | Spagna                                                                | 4 – 0                                                                 | Irlanda                                                               | Euro 2012 - 1º turno                                                  | 1                                                                     |                                                                       |
| 18-6-2012                                                             | Danzica                                                               | Croazia                                                               | 0 – 1                                                                 | Spagna                                                                | Euro 2012 - 1º turno                                                  | -                                                                     | 73’                                                                   |
| 23-6-2012                                                             | Donec'k                                                               | Spagna                                                                | 2 – 0                                                                 | Francia                                                               | Euro 2012 - Quarti di finale                                          | -                                                                     | 65’                                                                   |
| 27-6-2012                                                             | Donec'k                                                               | Spagna                                                                | 0 – 0 dts (4 – 2 dtr)                                                 | Portogallo                                                            | Euro 2012 - Semifinale                                                | -                                                                     | 60’                                                                   |
| 1-7-2012                                                              | Kiev                                                                  | Italia                                                                | 0 – 4                                                                 | Spagna                                                                | Euro 2012 - Finale                                                    | 1                                                                     | 59’                                                                   |
| 15-8-2012                                                             | Bayamón                                                               | Porto Rico                                                            | 1 – 2                                                                 | Spagna                                                                | Amichevole                                                            | -                                                                     | 56’                                                                   |
| 7-9-2012                                                              | Pontevedra                                                            | Spagna                                                                | 5 – 0                                                                 | Arabia Saudita                                                        | Amichevole                                                            | -                                                                     | 60’                                                                   |
| 11-9-2012                                                             | Tbilisi                                                               | Georgia                                                               | 0 – 1                                                                 | Spagna                                                                | Qual. Mondiali 2014                                                   | -                                                                     | 64’                                                                   |
| 12-10-2012                                                            | Minsk                                                                 | Bielorussia                                                           | 0 – 4                                                                 | Spagna                                                                | Qual. Mondiali 2014                                                   | -                                                                     | 31’ 57’                                                               |
| 16-10-2012                                                            | Madrid                                                                | Spagna                                                                | 1 – 1                                                                 | Francia                                                               | Qual. Mondiali 2014                                                   | -                                                                     | 13’                                                                   |
| 22-3-2013                                                             | Gijón                                                                 | Spagna                                                                | 1 – 1                                                                 | Finlandia                                                             | Qual. Mondiali 2014                                                   | -                                                                     | 89’                                                                   |
| 8-6-2013                                                              | Miami Gardens                                                         | Spagna                                                                | 2 – 1                                                                 | Haiti                                                                 | Amichevole                                                            | -                                                                     | 46’                                                                   |
| 11-6-2013                                                             | New York                                                              | Spagna                                                                | 2 – 0                                                                 | Irlanda                                                               | Amichevole                                                            | -                                                                     | 46’                                                                   |
| 20-6-2013                                                             | Rio de Janeiro                                                        | Spagna                                                                | 10 – 0                                                                | Tahiti                                                                | Conf. Cup 2013 - 1º turno                                             | 2                                                                     |                                                                       |
| 23-6-2013                                                             | Fortaleza                                                             | Nigeria                                                               | 0 – 3                                                                 | Spagna                                                                | Conf. Cup 2013 - 1º turno                                             | -                                                                     | 64’                                                                   |
| 27-6-2013                                                             | Fortaleza                                                             | Spagna                                                                | 0 – 0 dts (7 – 6 dtr)                                                 | Italia                                                                | Conf. Cup 2013 - Semifinale                                           | -                                                                     | 53’                                                                   |
| 14-8-2013                                                             | Guayaquil                                                             | Ecuador                                                               | 0 – 2                                                                 | Spagna                                                                | Amichevole                                                            | -                                                                     | 46’                                                                   |
| 11-10-2013                                                            | Palma di Maiorca                                                      | Spagna                                                                | 2 – 1                                                                 | Bielorussia                                                           | Qual. Mondiali 2014                                                   | -                                                                     |                                                                       |
| 5-3-2014                                                              | Madrid                                                                | Spagna                                                                | 1 – 0                                                                 | Italia                                                                | Amichevole                                                            | -                                                                     | 46’                                                                   |
| 30-5-2014                                                             | Siviglia                                                              | Spagna                                                                | 2 – 0                                                                 | Bolivia                                                               | Amichevole                                                            | -                                                                     | 62’                                                                   |
| 7-6-2014                                                              | Landover                                                              | El Salvador                                                           | 0 – 2                                                                 | Spagna                                                                | Amichevole                                                            | -                                                                     | 46’                                                                   |
| 13-6-2014                                                             | Salvador                                                              | Spagna                                                                | 1 – 5                                                                 | Paesi Bassi                                                           | Mondiali 2014 - 1º Turno                                              | -                                                                     | 78’                                                                   |
| 18-6-2014                                                             | Rio de Janeiro                                                        | Spagna                                                                | 0 – 2                                                                 | Cile                                                                  | Mondiali 2014 - 1º turno                                              | -                                                                     |                                                                       |
| 23-6-2014                                                             | Curitiba                                                              | Australia                                                             | 0 – 3                                                                 | Spagna                                                                | Mondiali 2014 - 1º turno                                              | -                                                                     | 85’                                                                   |
| 4-9-2014                                                              | Saint-Denis                                                           | Francia                                                               | 1 – 0                                                                 | Spagna                                                                | Amichevole                                                            | -                                                                     | 57’                                                                   |
| 8-9-2014                                                              | Valencia                                                              | Spagna                                                                | 5 – 1                                                                 | Macedonia                                                             | Qual. Euro 2016                                                       | 1                                                                     |                                                                       |
| 9-10-2014                                                             | Žilina                                                                | Slovacchia                                                            | 2 – 1                                                                 | Spagna                                                                | Qual. Euro 2016                                                       | -                                                                     | 44’ 71’                                                               |
| 12-10-2014                                                            | Lussemburgo                                                           | Lussemburgo                                                           | 0 – 4                                                                 | Spagna                                                                | Qual. Euro 2016                                                       | 1                                                                     | 70’                                                                   |
| 27-3-2015                                                             | Siviglia                                                              | Spagna                                                                | 1 – 0                                                                 | Ucraina                                                               | Qual. Euro 2016                                                       | -                                                                     |                                                                       |
| 31-3-2015                                                             | Amsterdam                                                             | Paesi Bassi                                                           | 2 – 0                                                                 | Spagna                                                                | Amichevole                                                            | -                                                                     | 46’                                                                   |
| 11-6-2015                                                             | León                                                                  | Spagna                                                                | 2 – 1                                                                 | Costa Rica                                                            | Amichevole                                                            | -                                                                     | 59’                                                                   |
| 14-6-2015                                                             | Borisov                                                               | Bielorussia                                                           | 0 – 1                                                                 | Spagna                                                                | Qual. Euro 2016                                                       | 1                                                                     | 85’                                                                   |
| 5-9-2015                                                              | Oviedo                                                                | Spagna                                                                | 2 – 0                                                                 | Slovacchia                                                            | Qual. Euro 2016                                                       | -                                                                     |                                                                       |
| 8-9-2015                                                              | Skopje                                                                | Macedonia                                                             | 0 – 1                                                                 | Spagna                                                                | Qual. Euro 2016                                                       | -                                                                     |                                                                       |
| 9-10-2015                                                             | Logroño                                                               | Spagna                                                                | 4 – 0                                                                 | Lussemburgo                                                           | Qual. Euro 2016                                                       | -                                                                     | 11’                                                                   |
| 24-3-2016                                                             | Udine                                                                 | Italia                                                                | 1 – 1                                                                 | Spagna                                                                | Amichevole                                                            | -                                                                     | 71’                                                                   |
| 27-3-2016                                                             | Cluj-Napoca                                                           | Romania                                                               | 0 – 0                                                                 | Spagna                                                                | Amichevole                                                            | -                                                                     | 79’                                                                   |
| 29-5-2016                                                             | San Gallo                                                             | Spagna                                                                | 3 – 1                                                                 | Bosnia ed Erzegovina                                                  | Amichevole                                                            | -                                                                     | 46’                                                                   |
| 1-6-2016                                                              | Salisburgo                                                            | Spagna                                                                | 6 – 1                                                                 | Corea del Sud                                                         | Amichevole                                                            | 1                                                                     | 46’                                                                   |
| 7-6-2016                                                              | Getafe                                                                | Spagna                                                                | 0 – 1                                                                 | Georgia                                                               | Amichevole                                                            | -                                                                     | 61’                                                                   |
| 13-6-2016                                                             | Tolosa                                                                | Spagna                                                                | 1 – 0                                                                 | Rep. Ceca                                                             | Euro 2016 - 1º turno                                                  | -                                                                     | [ 31 ]                                                                |
| 17-6-2016                                                             | Nizza                                                                 | Spagna                                                                | 3 – 0                                                                 | Turchia                                                               | Euro 2016 - 1º turno                                                  | -                                                                     | 64’                                                                   |
| 21-6-2016                                                             | Bordeaux                                                              | Croazia                                                               | 2 – 1                                                                 | Spagna                                                                | Euro 2016 - 1º turno                                                  | -                                                                     |                                                                       |
| 27-6-2016                                                             | Saint-Denis                                                           | Italia                                                                | 2 – 0                                                                 | Spagna                                                                | Euro 2016 - Ottavi di finale                                          | -                                                                     | 90+4’                                                                 |
| 1-9-2016                                                              | Bruxelles                                                             | Belgio                                                                | 0 – 2                                                                 | Spagna                                                                | Amichevole                                                            | 2                                                                     | 74’                                                                   |
| 5-9-2016                                                              | León                                                                  | Spagna                                                                | 8 – 0                                                                 | Liechtenstein                                                         | Qual. Mondiali 2018                                                   | 2                                                                     |                                                                       |
| 6-10-2016                                                             | Torino                                                                | Italia                                                                | 1 – 1                                                                 | Spagna                                                                | Qual. Mondiali 2018                                                   | -                                                                     |                                                                       |
| 11-10-2016                                                            | Scutari                                                               | Albania                                                               | 0 – 2                                                                 | Spagna                                                                | Qual. Mondiali 2018                                                   | -                                                                     |                                                                       |
| 12-11-2016                                                            | Granada                                                               | Spagna                                                                | 4 – 0                                                                 | Macedonia                                                             | Qual. Mondiali 2018                                                   | -                                                                     |                                                                       |
| 15-11-2016                                                            | Londra                                                                | Inghilterra                                                           | 2 – 2                                                                 | Spagna                                                                | Amichevole                                                            | -                                                                     | 64’                                                                   |
| 24-3-2017                                                             | Gijón                                                                 | Spagna                                                                | 4 – 1                                                                 | Israele                                                               | Qual. Mondiali 2018                                                   | 1                                                                     |                                                                       |
| 28-3-2017                                                             | Saint-Denis                                                           | Francia                                                               | 0 – 2                                                                 | Spagna                                                                | Amichevole                                                            | 1                                                                     | 53’                                                                   |
| 7-6-2017                                                              | Murcia                                                                | Spagna                                                                | 2 – 2                                                                 | Colombia                                                              | Amichevole                                                            | 1                                                                     | 36’ 46’                                                               |
| 11-6-2017                                                             | Skopje                                                                | Macedonia                                                             | 1 – 2                                                                 | Spagna                                                                | Qual. Mondiali 2018                                                   | 1                                                                     | 67’ 69’                                                               |
| 2-9-2017                                                              | Madrid                                                                | Spagna                                                                | 3 – 0                                                                 | Italia                                                                | Qual. Mondiali 2018                                                   | -                                                                     |                                                                       |
| 5-9-2017                                                              | Vaduz                                                                 | Liechtenstein                                                         | 0 – 8                                                                 | Spagna                                                                | Qual. Mondiali 2018                                                   | 1                                                                     | 46’                                                                   |
| 6-10-2017                                                             | Alicante                                                              | Spagna                                                                | 3 – 0                                                                 | Albania                                                               | Qual. Mondiali 2018                                                   | -                                                                     | 74’                                                                   |
| 11-11-2017                                                            | Malaga                                                                | Spagna                                                                | 5 – 0                                                                 | Costa Rica                                                            | Amichevole                                                            | 2                                                                     |                                                                       |
| 14-11-2017                                                            | San Pietroburgo                                                       | Russia                                                                | 3 – 3                                                                 | Spagna                                                                | Amichevole                                                            | -                                                                     | 58’                                                                   |
| 23-3-2018                                                             | Düsseldorf                                                            | Germania                                                              | 1 – 1                                                                 | Spagna                                                                | Amichevole                                                            | -                                                                     | 71’                                                                   |
| 3-6-2018                                                              | Vila-real                                                             | Spagna                                                                | 1 – 1                                                                 | Svizzera                                                              | Amichevole                                                            | -                                                                     | 60’                                                                   |
| 9-6-2018                                                              | Krasnodar                                                             | Tunisia                                                               | 0 – 1                                                                 | Spagna                                                                | Amichevole                                                            | -                                                                     | 60’                                                                   |
| 15-6-2018                                                             | Soči                                                                  | Portogallo                                                            | 3 – 3                                                                 | Spagna                                                                | Mondiali 2018 - 1º turno                                              | -                                                                     | 86’                                                                   |
| 20-6-2018                                                             | Kazan'                                                                | Iran                                                                  | 0 – 1                                                                 | Spagna                                                                | Mondiali 2018 - 1º turno                                              | -                                                                     |                                                                       |
| 25-6-2018                                                             | Kaliningrad                                                           | Spagna                                                                | 2 – 2                                                                 | Marocco                                                               | Mondiali 2018 - 1º turno                                              | -                                                                     | 84’                                                                   |
| 1-7-2018                                                              | Mosca                                                                 | Spagna                                                                | 1 – 1 dts (3 – 4 dtr)                                                 | Russia                                                                | Mondiali 2018 - Ottavi di finale                                      | -                                                                     | 67’                                                                   |
| Totale                                                                |                                                                       | Presenze (7º posto)                                                   | 125                                                                   |                                                                       | Reti (5º posto)                                                       | 35                                                                    |                                                                       |

## Palmarès

### Club
- Coppa di Spagna: 2

Valencia: 2007-2008
Real Sociedad: 2019-2020
- Coppa d'Inghilterra: 2

Manchester City: 2010-2011, 2018-2019
- Campionato inglese: 4

Manchester City: 2011-2012, 2013-2014, 2017-2018, 2018-2019
- Community Shield: 3

Manchester City: 2012, 2018, 2019
- Coppa di Lega inglese: 5

Manchester City: 2013-2014, 2015-2016, 2017-2018, 2018-2019, 2019-2020

### Nazionale
- Campionato d'Europa Under-19: 1

2004
- Campionato d'Europa: 2

Austria-Svizzera 2008, Polonia-Ucraina 2012
- Campionato mondiale: 1

Sudafrica 2010